# Cicurina rosae
Cicurina rosae là một loài nhện trong họ Dictynidae.
Loài này thuộc chi Cicurina. Cicurina rosae được Willis J. Gertsch miêu tả năm 1992.